# USS Edwin A. Howard (DE-346)
USS Edwin A. Howard (DE-346) là một tàu hộ tống khu trục lớp John C. Butler từng phục vụ cùng Hải quân Hoa Kỳ trong Chiến tranh Thế giới thứ hai. Nó là chiếc tàu chiến duy nhất của Hải quân Hoa Kỳ được đặt cái tên này, theo tên Hạ sĩ Thủy quân Lục chiến Edwin Alfred Howard (1922–1942), người từng phục vụ trong Chiến dịch Guadalcanal, đã tử trận vào ngày 3 tháng 11, 1942 và được truy tặng Huân chương Ngôi sao Bạc. Nó đã phục vụ trong suốt Thế chiến II, được cho ngừng hoạt động sau khi xung đột chấm dứt, rồi cuối cùng bị bán để tháo dỡ vào năm 1973. Edwin A. Howard được tặng thưởng một Ngôi sao Chiến trận do thành tích phục vụ trong Thế Chiến II.

## Thiết kế và chế tạo
Lớp John C. Butler được thiết kế nhằm đáp ứng nhu cầu một số lượng lớn nhưng rẻ tiền của một kiểu tàu hộ tống chống tàu ngầm để hộ tống các đoàn tàu vận tải vượt đại dương. Chúng có chiều dài chung 306 foot (93,3 m), mạn tàu rộng 36 foot 10 inch (11,2 m) và mớn nước 13 foot 4 inch (4,1 m), trọng lượng choán nước tiêu chuẩn 1.350 tấn Anh (1.372 t), và lên đến 1.745 tấn Anh (1.773 t) khi đầy tải, với một thủy thủ đoàn bao gồm 14 sĩ quan và 201 thủy thủ. Con tàu được vận hành bởi hai turbine hơi nước hộp số Westinghouse; hơi nước được cung cấp bởi hai nồi hơi "D" Express, tạo ra công suất 12.000 mã lực càng (8.900 kW) và cho phép đạt được tốc độ tối đa 24 hải lý trên giờ (44 km/h; 28 mph). Nó có tầm hoạt động 6.000 hải lý (11.000 km; 6.900 mi) ở tốc độ đường trường 12 hải lý trên giờ (22 km/h; 14 mph).
Dàn vũ khí chính bao gồm hai tháp pháo 5-inch/38 caliber đa dụng nòng đơn, được dẫn đường bởi hệ thống điều khiển hỏa lực Mark 51; vũ khí phòng không gồm hai khẩu đội Bofors 40 mm L/60 nòng đôi và mười khẩu Oerlikon 20 mm nòng đơn cũng được dẫn đường bởi hệ thống Mark 51. Ngoài ba ống phóng ngư lôi 21 inch (533 mm), vũ khí chống ngầm bao gồm hai đường ray thả mìn sâu, tám máy phóng mìn sâu K-gun cùng một dàn súng cối chống ngầm Hedgehog. Con tàu được trang bị sonar kiểu QC, radar dò tìm mặt biển SL và radar dò tìm không trung SA.
Edwin A. Howard được đặt lườn tại xưởng tàu của hãng Consolidated Steel Corporation ở Orange, Texas vào ngày 15 tháng 11, 1943. Nó được hạ thủy vào ngày 25 tháng 1, 1944, được đỡ đầu bởi bà Julia W. Howard, mẹ của Hạ sĩ Howard, và được cho nhập biên chế cùng Hải quân Hoa Kỳ vào ngày 25 tháng 5, 1944 dưới quyền chỉ huy của Hạm trưởng, Thiếu tá Hải quân Frederick Denfield.

## Lịch sử hoạt động
Sau khi hoàn tất việc chạy thử máy huấn luyện, Edwin A. Howard thực hiện một chuyến hộ tống vận tải khứ hồi vượt Đại Tây Dương sang Địa Trung Hải trong tháng 9 và tháng 10, 1944. Con tàu rời New York vào ngày 10 tháng 11 do được điều động sang Mặt trận Thái Bình Dương. Nó khởi hành từ Hollandia, New Guinea để hộ tống một đoàn tàu vận tải hướng sang quần đảo Philippine, đi đến vịnh San Pedro, Leyte vào ngày 6 tháng 1, 1945. Nó được điều động tăng cường cho Đội khu trục 49 cho hoạt động tuần tra chống tàu ngầm tại vịnh Leyte, và sau đó hộ tống một đoàn tàu vận tải đi từ Palau đến vịnh San Pedro, và tiếp tục đảm nhiệm vai trò hộ tống vận tải trên tuyến đường giữa New Guinea và Leyte.
Đi đến Polloc vào ngày 30 tháng 4, trong một tháng tiếp theo, Edwin A. Howard hộ tống các đoàn tàu vận tải tiếp liệu hỗ trợ cho lực lượng trên bộ chung quanh vịnh Davao, và bắn phá các mục tiêu trên đảo Samal trong vịnh cũng như các mục tiêu ven bờ. Nó khởi hành từ vịnh San Pedro vào ngày 10 tháng 6, cùng một đoàn tàu đổ bộ hướng đến Morotai, rồi tiếp tục hộ tống một tàu chở đạn quay trở lại Tawi Tawi. Con tàu lại rời Tawi Tawi vào ngày 26 tháng 6 để hộ tống một hải đội xuồng phóng lôi cùng tàu tiếp liệu của họ đi Balikpapan, đến nơi vào ngày 27 tháng 6, bốn ngày trước khi diễn ra cuộc đổ bộ tại đây. Chiếc tàu hộ tống khu trục đã bảo vệ cho hoạt động của các tàu quét mìn hoạt động dọc bờ biển, rồi hỗ trợ cho cuộc đổ bộ chính vào ngày 1 tháng 7 trước khi tiếp tục hộ tống các đoàn tàu vận tải tiếp vận xuất phát từ Morotai đi đến các bãi đổ bộ.
Quay trở lại Leyte vào ngày 26 tháng 7, Edwin A. Howard vẫn đang hoạt động tại Philippines khi Nhật Bản chấp nhận đầu hàng vào ngày 15 tháng 8, giúp chấm dứt vĩnh viễn cuộc xung đột. Nó tiếp tục hoạt động tại Viễn Đông sau chiến tranh, hộ tống các đoàn tàu vận tải đi từ Leyte đến Ulithi, Okinawa và Nhật Bản. Nó khởi hành từ Samar vào ngày 28 tháng 11 để quay trở về Hoa Kỳ, và được cho xuất biên chế vào ngày 25 tháng 9, 1946. Tên nó được cho rút khỏi danh sách Đăng bạ Hải quân vào ngày 1 tháng 12, 1972, và con tàu cuối cùng bị bán để tháo dỡ vào ngày 12 tháng 9, 1973.

## Phần thưởng
Edwin A. Howard được tặng thưởng một Ngôi sao Chiến trận do thành tích phục vụ trong Thế Chiến II.
|  | Bronze star |  |
|  |             |  |

| Huân chương Chiến dịch Hoa Kỳ        | Huân chương Chiến dịch Châu Á-Thái Bình Dương với 1 Ngôi sao Chiến trận | Huân chương Chiến dịch Châu Âu-Châu Phi-Trung Đông |
| Huân chương Chiến thắng Thế Chiến II | Huân chương Phục vụ Chiếm đóng Hải quân                                 | Huân chương Giải phóng Philippine                  |